# Zona de cisalhamento
Uma zona de cisalhamento dentro da geologia, é uma zona tabular onde a deformação é maior que a deformação das rochas ao seu redor. Uma zona de cisalhamento é limitada por duas margens ou paredes, que separam a zona de cisalhamento de dois blocos adjacentes. Em termos mais técnicos, é uma faixa estreita e planar de paredes subparalelas onde se concentra a deformação com taxas variáveis, são zonas de fraqueza e apresentam adelgaçamento por deformação localizada. É caracterizada por apresentar rochas cataclasadas e milonitizadas em vários graus com termos extremos de deformação quebradiça, como brechas e cataclasitos, de níveis crustais mais rasos, e de deformação dúctil, com milonitos, filonitos, blasto-milonitos, etc.. de níveis mais profundos e aquecidos da crosta. 

## Principais Características
Uma das principais classificações das zonas de cisalhamento leva em consideração seu caráter rúptil ou dúctil.

##### Dúctil
- São zonas tabulares de deformação da crosta.

- Podem ocorrer em todas as escalas, podendo ser encontradas tanto milimétricas quanto cortando toda a crosta e envolvendo centenas de quilômetros de desligamento.

- Podem envolver grande quantidade de movimentos paralelos ao plano de cisalhamento, mas também podem ocorrer foi influencia de demais tipos de deformação.

- As zonas de cisalhamento Dúctil de acentuada deformação plástica desenvolvem feição milonítica.

- Podem ser reversas, normais, transcorrentes ou apresentarem desligamentos oblíquos.

- Tendem a exibir mergulhos menores que as falhas.

##### Rúptil
- pode ocorrer a co-atuação de mecanismos de deformação rúpteis e dúcteis, gerando estruturas complexas que refletem essa contemporaneidade.

- Com o acúmulo do cisalhamento associado ao maior esforço (ou encurtamento), formam-se, as seguintes famílias de fraturas de cisalhamento: 1) Fraturas R e, posteriormente, 2) fraturas P. Ambas com baixo ângulo com a parede da ZC e sendo sintéticas ao movimento geral; 3) Fraturas R’ (ou anti-Ridel shear fractures), com maior ângulo em relação à ZC e antitética; 4) Fendas T, que são fraturas extensionais do tipo veio, paralelas ao maior encurtamento e ortogonais ao menor encurtamento (estiramento).

## Formações
As zonas de cisalhamento podem se desenvolver de formas variadas dependendo das propriedades da rocha, fluídos, mecanismos de deformação e reações metamórficas, mas geralmente passam por uma fase inicial de alargamento.

## Bandas de Cisalhamento
Tendo em vista as altas tensões encontradas nas zonas de cisalhamento, elas são ótimas estruturas para se inferir onde localiza-se o paleostress. A partir disso, o conceito de indicadores cinemáticos passa a ser determinante.
Os indicadores cinemáticos são estruturas capazes de indicar como e onde estavam agindo as paleotensões, em determinadas épocas geológicas quando a deformação agiu. Um dos principais indicadores cinemáticos são as bandas de cisalhamento.
São zonas de cisalhamento de menor porte, sendo possível observar um conjunto de anisotropias ditas Superfícies S/C. A Superfície C é paralela à zona de cisalhamento principal, enquanto que a Superfície S tende a fazer um eixo de perpendicularidade com o eixo de deformação, em torno dos 45°, como pode ser visto aqui.
Além das bandas de cisalhamento, outros indicadores cinemáticos são: 
- Micafish, tipo de indicador típico nas micas, que absorvem muito bem as deformações estruturas semelhantes ao S/C
- Augen/Sigmoidal, muito comum nos granitos porfiríticos, uma vez que a recristalização apresenta até mais de 10cm.
- Cauda de recristalização, resultante de uma permanência e recristalização da cauda do cristal;
- Sombra de pressão, muito comum em granadas, são semelhantes com a estrutura Augen, mas existe um contraste da ductilidade entre grão e matriz, que ao ser girada forma sombras de descompressão.
- Dobras assimétricas, na qual forma-se um flanco estirado e um flanco curto, podendo estar associada às zonas de cisalhamento em regimes rúpteis.

## Milonito
Em uma zona de cisalhamento podem ocorrer deformações do tipo rúptil, dúctil ou coexistir estas duas formas. A deformação por cisalhamento rúptil acontece em regiões mais superficiais da crosta e são representadas por falhas ou zonas de falhas longas, onde há um intenso quebramento e cominuição das rochas.  Os mecanismos de cisalhamento rúptil são controlados principalmente pela concentração de esforços em torno das fraturas e imperfeições internas do maciço rochoso. Desse modo, as rochas formadas neste processo são nomeadas segundo seu estado de fragmentação: brecha, pseudotaquilito, microbrecha, protocataclasito, cataclasito, ultracataclasito. 
No caso das zonas dúcteis, elas ocorrem em níveis profundos da crosta, cerca de 15 km, e em condições de  elevada pressão e temperatura. Nesse viés,  a feição fundamental desse tipo de deformação é a recristalização acentuada, com desenvolvimento de estruturas e texturas indicadoras de fluxo plástico. As rochas geradas são aquelas que se enquadram no campo dos milonitos. Milonito é uma foliação cuja principal característica é a pulverização e recristalização dos grãos, assim, com o aumento da deformação, os grãos grossos das rochas convertem-se em protomilonitos, milonitos ou ultramilonitos.

## Postulados das zonas de cisalhamento
Existem dois postulados muito importantes a serem citados sobre o cisalhamento, são eles: 
- Quando ocorre deslocamento de um determinado ponto em um corpo geológico, o mesmo é definido por um vetor que irá cerzir o ponto no estado indeformado com o estado deformado, não importando a trajetória executada (independe de seu cisalhamento, seja ele simples, puro ou simples contínuo).
- As mudanças mais pronunciadas podem ser caracterizadas como distorção, dilatação ou dilatação com distorção. A distorção é a mudança de forma do objeto rochoso que ocorre pela deformação interna ocasionada pelo cisalhamento simples onde o mesmo ocorre quando as linhas inicialmente paralelas aos eixos principais de deformação são rotacionadas. A dilatação seria ocasionada pelo cisalhamento puro podendo ser definido quando as linhas ao longo dos eixos principais de deformação mantêm a mesma orientação de seu estado não deformado. E a dilatação com distorção, que seria quando ocorrem os cisalhamentos puro e o simples, mas não sendo possível determinar a ordem dos mesmos.

## Principais Zonas de cisalhamento
A falha de San Andreas localizada no Oeste do Estados Unidos é uma das regiões mais conhecidas relacionadas à deformação por cisalhamento, na qual possui cerca de 1 300 Km de extensão e 10 Km de largura.  A ocorrência desta falha está condicionada ao contato transcorrente entre as placas tectônicas do pacifico e a placa norte americana.
Com relação à geologia, o local é composto por rochas majoritariamente sedimentares ,como arenitos, do período mesozóico. Quando submetidas a cenários de elevada pressão, como é o caso do contato transcorrente da falha, as rochas sofrem  cisalhamento do tipo rúptil. 
Outra região de cisalhamento é a Falha Alpina na Nova Zelândia que está localizada na costa oeste da Ilha do Sul e faz parte da Marlborough Fault Zone. Segundo o Departamento de Geologia da Universidade de Otago, na Nova Zelândia, o limite de transformação Alpina é único porque a placa do Pacífico está empurrando o topo da placa australiana. Esse comportamento não é  encontrado com frequência em limites de transformação, mas em limites convergentes ou zonas de subducção. Como consequência desse processo, os Alpes do Sul da Nova Zelândia estão aumentando de altura em aproximadamente sete milímetros por ano.
No que tange o Brasil, temos o lineamento Pernambuco, que é considerado  uma zona de cisalhamento transcorrente destral contínua, com 700 km de comprimento. Ademais, essa região é uma das principais expressões estruturais da orogênese Brasiliana-Pan-Africana na Província Borborema.